# Mingyue Shan
Mingyue Shan (chinesisch 明月山 ‚Strahlender-Mond-Berg‘) ist ein 133 m hoher Hügel auf der Fildes-Halbinsel von King George Island im Archipel der Südlichen Shetlandinseln. Er ragt 200 m südwestlich des Fossil Hill in einer Entfernung von 1,5 km zur chinesischen Große-Mauer-Station auf.
Chinesische Wissenschaftler benannten ihn 1986 bei Vermessungs- und Kartierungsarbeiten.